# DKSH
DKSH là một tập đoàn đa quốc gia đến từ Thụy Sĩ, chuyên cung cấp các Dịch vụ Phát triển Thị trường. Mặc dù có trụ sở đặt tại Zurich, DKSH đã có một nền móng vững chắc tại khắp Châu Á – Thái Bình Dương.
Công ty cung cấp các dịch vụ tích hợp và có thể tùy chỉnh theo nhu cầu của khách hàng từ tìm kiếm nguồn sản phẩm, tiếp thị, kinh doanh, phân phối và dịch vụ hậu mãi và hoạt động trên bốn lĩnh vực chính gồm: Hàng Tiêu dùng, Chăm Sóc Sức Khỏe, Nguyên Liệu Hóa Chất, và Kỹ Thuật Công nghệ. Nền tảng kinh doanh cốt lõi của DKSH chính là hỗ trợ các đối tác phát triển kinh doanh ở những thị trường mới hoặc thị trường hiện tại.
DKSH hiện hoạt động tại 37 thị trường với 860 địa điểm kinh doanh và có trên 33,350 nhân viên toàn cầu, đây là một trong 30 công ty Thụy Sĩ hàng đầu được xếp hạng theo doanh số và nhân viên. Trong năm 2022, tập đoàn đã đạt được lợi nhuận ròng là 11,300 triệu CHF. 

## Nền tảng tổ chức
Công ty DKSH được bắt nguồn từ hoạt động kinh doanh của ba nhà kinh doanh Thụy Sĩ khi họ đi từ Phương Tây đến châu Á theo đường thủy từ những năm 1860. Wilhelm Heinrich Diethelm đặt chân đến Singapore, Eduard Anton Keller ở Philippines và Hermann Siber đến Yokohama và kinh doanh một cách độc lập trong vòng nhiều năm.
Năm 1865, công ty Siber & Brennwald đã được thành lập tại Yokohama, Nhật Bản và là công ty tiền thân đầu tiên của DKSH. Năm 1868, Eduard Anton Keller gia nhập vào C. Lutz & Co., công ty đã được thành lập từ 1866 tại Manila, và đổi tên doanh nghiệp này thành Ed. A. Keller & Co., sau khi mua lại vào năm 1887. Trong cùng một khoảng thời gian, vào năm 1871, Wilhelm Heinrich Diethelm gia nhập Hooglandt & Co., được thành lập năm 1860 ở Singapore, sau đó mua lại công ty này vào năm 1887 và thành lập Diethelm & Co. Ltd. tại Singapore.
Cả ba công ty mở rộng kinh doanh chủ yếu tại châu Á. Mặc dù thị trường châu Âu chỉ đóng vai trò hỗ trợ, trụ sở chính của từng công ty đều được mở tại Thụy Sĩ đã cho thấy sự liên hệ mật thiết đến đất mẹ của các công ty này.
Thậm chí, dù hai gia đình Diethelm và Keller luôn có mối quan hệ làm ăn chặt chẽ và mối quan hệ riêng, cả hai công ty mới thực sự sáp nhập vào mùa hè năm 2000, trở thành Diethelm Keller Holding. Hai năm sau đó, Siber Hegner cũng gia nnập và kết quả là tập đoàn DKSH được thành lập vào năm 2002.